# Papahānaumoku
U havajskoj religiji, Papahānaumoku — često jednostavno zvana Papa — božica je Zemlje. Njezin je suprug Wākea, Otac Nebo te je njihova kći prelijepa Hoʻohokukalani, koja je glavni lik jednog mita. 
Wākea i Papa predstavljaju mušku i žensku energiju svemira. Prema drevnim pojanjima, oni su stvorili havajske otoke te su postali preci poglavica i plemića. Papina su najpoznatija djeca Veliki otok, Maui, Oahu i Kauai. Plemići su tvrdili da potječu od Pape te se vjerovalo da su i sami božanstva.

## Pogledajte također
- Rangi i Papa
- Majka Zemlja
- Papahānaumokuākea